# Xenon-129
Xenon-129 of 129Xe is een stabiele isotoop van xenon, een edelgas. Het is een van de acht stabiele isotopen van het element, naast xenon-124, xenon-126, xenon-128, xenon-130, xenon-131, xenon-132 en xenon-134. Daarnaast komt ook een langlevende radio-isotoop voor, namelijk xenon-136. De abundantie op Aarde bedraagt 26,44%. De isotoop zou in staat zijn tot spontane splijting.
Xenon-129 ontstaat onder meer bij het radioactief verval van jodium-129 en cesium-129:
{\displaystyle {\ce {{^{129}_{53}I}->{^{129}_{54}Xe}+{e^{-}}+{\bar {\nu }}_{e}}}}
{\displaystyle {\ce {{^{129}_{55}Cs}->{^{129}_{54}Xe}+{e^{+}}+{\nu }_{e}}}}
109Xe · 110Xe · 111Xe · 112Xe · 113Xe · 114Xe · 115Xe · 116Xe · 117Xe · 118Xe · 119Xe · 120Xe · 121Xe · 122Xe · 123Xe · 123mXe · 124Xe · 125Xe · 125m1Xe · 125m2Xe · 126Xe · 127Xe · 127mXe · 128Xe · 129Xe · 129mXe · 130Xe · 131Xe · 131mXe · 132Xe · 132mXe · 133Xe · 133mXe · 134Xe · 134m1Xe · 134m2Xe · 135Xe · 135mXe · 136Xe · 136mXe · 137Xe · 138Xe · 139Xe · 140Xe · 141Xe · 142Xe · 143Xe · 144Xe · 145Xe · 146Xe · 147Xe · 148Xe